# Diplazium altissimum
Diplazium altissimum är en majbräkenväxtart som först beskrevs av George Samuel Jenman och som fick sitt nu gällande namn av Carl Frederik Albert Christensen.
Diplazium altissimum ingår i släktet Diplazium och familjen Athyriaceae. Inga underarter finns listade i Catalogue of Life.